# Pierre Guillaume Paul Coronnat
Pierre Guillaume Paul Coronnat (La Tor de França, 26 d'octubre del 1845 - París, 6 d'abril del 1909) va ser un general francès.

## Biografia
Desprdés d'estudiar a l'Escola Militar de Saint Cyr, en sortí graduat el 1867 per incorporar-se a la infanteria de marina. Va ser destinat a Tonquíin i la Cotxinxina. Després d'ampliar la seva formació a l'École supérieure de guerre el 1877, participà en la campanya de Tonquin (1882-1884) i lluità contra els Banderes negres, tropes irregulars que combatien els francesos en favor de la Xina. Traslladat a l'Àfrica el 1886, prengué el comandament del regiment de tiradors senegalesos i reprimí la revolta del Reialme de Cayor. Continuà la seva carrera a cavall de França i Indoxina, i rebé el seu ascens a general de divisió el 1900. El 1901 encapçalava la 2a. divisió d'infanteria colonial francesa, i el 1905 va ser destinat a París com a President del Comitè Tècnic de les Tropes Colonials.
Va ser nomenat cavaller (6.7.1881), oficial (8.7.1885), comandant (12.7.1894) i finalment Gran oficial de la Legió d'Honor (29.12.1903). També fou distingit amb el títol de comandant de l'Orde Reial de Cambodja (1885) i comandant del Sol Naixent del Japó (1889).